# 937 Bethgea
Bethgea è un asteroide della fascia principale. Scoperto nel 1920, presenta un'orbita caratterizzata da un semiasse maggiore pari a 2,2312817 UA e da un'eccentricità di 0,2176281, inclinata di 3,69568° rispetto all'eclittica.
Stanti i suoi parametri orbitali, è considerato un membro della famiglia Flora di asteroidi.
Il suo nome è in onore del poeta tedesco Hans Bethge.